# 奥原経重
奥原日向経重（おくはらひゅうがつねしげ）は、今川氏、のち武田氏に仕えた戦国武将の朝比奈信置(駿河守)の重臣である。
江戸時代初期の幕府老中で関宿藩主の久世広之の外祖父にあたる。

## 解説
「武徳編年集成」には「朝比奈駿河守が家臣奥原日向、数百人を率いて当目峠で戦う。徳川軍の諸将奥原を破り首八十余級を得る」とある。
奥原氏は経重の娘が久世広宣に嫁いだ時から久世氏と姻戚関係になり、関宿藩主久世氏代々に久世七人家として仕え要職を担った。

## 参考資料
- 寛永諸家譜、久世家の項目
- 寛政重修諸家譜、久世家、大久保家の項目
- 千葉県立関宿城博物館

収蔵資料(資料に久世七人家の七家の記載有)
- 奥原謹爾「関宿志」